# Нго Мбе, Максимилиан Шанталь
Максимилиан Шанталь Нго Мбе (фр. Maximilienne Ngo Mbe; род. 1972, Камерун) — камерунская правозащитница. Она возглавляет Réseau des Défenseurs des Droits Humains en Afrique Centrale (REDHAC). В 2021 году ей была присуждена Международная женская премия за отвагу.

## Жизнь
С 2010 года она возглавляла Камерунскую сеть правозащитников Центральной Африки (Réseau de Défenseurs des Droits Humains de l’Afrique Centrale, REDHAC). Она и её организация базируются в Дуале. REDHAC охватывает восемь стран Центральной Африки, а именно: Демократическую Республику Конго, Камерун, Чад, Габон, Центральноафриканскую Республику, Республику Конго, Экваториальную Гвинею и Сан-Томе и Принсипи.
Максимилиан — казначей Африканской сети демократии, входит в правление Панафриканской сети защитников прав человека. Эта сеть выступает за защиту других правозащитников.
Она работала наблюдателем за выборами и консультантом Африканского союза.
В 2013 году она перевезла своих детей во Францию, чтобы защитить их. Её критикуют за то, что она «продалась западным людям», с 2017 года её преследуют в социальных сетях.
В феврале 2020 года она озвучила правительственную версию событий после резни в Нгарбухе, когда солдаты убили 22 мирных жителя.
В 2021 году она была одной из женщин, удостоенных Международной женской премии за отвагу. Церемония была виртуальной из-за пандемии COVID-19, на ней выступила первая леди, доктор Джилл Байден.